# Acord Comercial per a la Lluita contra la Falsificació
L'Acord Comercial per a la Lluita contra la Falsificació i la Pirateria o, en la versió més curta, Acord Comercial per a la Lluita contra la Falsificació, i conegut per l'abreviatura ACTA procedent de la denominació en anglès Anti-Counterfeiting Trade Agreement, és un tractat multilateral amb la finalitat d'establir normes internacionals per fer complir els drets de propietat intel·lectual. L'acord té per objecte establir un marc jurídic internacional per a la focalització de productes falsificats, els medicaments genèrics i la infracció de drets d'autor a Internet, i crearia un nou òrgan de govern fora dels fòrums existents, com l'Organització Mundial del Comerç, l'Organització Mundial de la Propietat Intel·lectual, o de les Nacions Unides.
L'acord va ser signat a l'octubre de 2011 per Austràlia, Canadà, Estats Units, Japó, Marroc, Nova Zelanda, Singapur i Corea del Sud. En 2012, també el van signar Mèxic, la Unió Europea i 22 països que són estats membres de la Unió Europea. Un signatari (Japó) ja ha ratificat (aprovat formalment) l'acord, que entrarà en vigor en els països que ho van ratificar després que ho facin sis països.
Els grups industrials amb interessos en drets d'autor, marques comercials i altres tipus de propietat intel·lectual, va dir que l'ACTA va ser una resposta a "l'augment del comerç mundial de productes falsificats i d'obres protegides piratejades". S'entén que han tingut una influència significativa en l'agenda ACTA organitzacions com l'Associació Cinematogràfica dels Estats Units i l'Associació Internacional de Marques Comercials.
Les organitzacions que representen els ciutadans i els interessos no governamentals van argumentar que l'ACTA podria vulnerar drets fonamentals, inclosa la llibertat d'expressió i la privacitat en internet. L'ACTA també ha estat criticat per Metges Sense Fronteres per posar en perill l'accés a medicaments en els països en vies de desenvolupament. El caràcter secret de les negociacions ha exclòs els grups de la societat civil, els països en desenvolupament i el públic en general del procés de negociació de l'acord i que ha estat descrita com una política de blanqueig pels crítics com l'Electronic Frontier Foundation i l'Entertainment Consumers Association.
La signatura de la Unió Europea i molts dels seus estats membres van donar lloc a protestes generalitzades a tot Europa. El ponent del Parlament Europeu Kader Arif va dimitir. El seu reemplaçament, l'eurodiputat britànic David Martin, va recomanar que el Parlament havia de rebutjar l'ACTA, declarant: "Els beneficis previstos d'aquest acord internacional tenen menys pes que les possibles amenaces a les llibertats civils". El 4 de juliol de 2012, el Parlament Europeu va rebutjar el seu consentiment, per 478 vots contra 39, i 165 abstencions.